# Hom, Velikovec
Hom (nemško Kulm) je naselje v Občini Velikovec v Okraju Velikovec na Koroškem v Avstriji.